# Jeffery Simmons
Pour les articles homonymes, voir Simmons.
(en) Statistiques sur pro-football-reference
Jeffery Bernard Simmons Jr., né le 28 juillet 1997 dans la paroisse de La Salle en Louisiane, est un joueur américain de football américain. Il joue defensive tackle dans la National Football League (NFL).

## Biographie

### Carrière universitaire
Il a étudié à l'université d'État du Mississippi, il a joué pour l'équipe des Bulldogs de Mississippi State de 2016 à 2018. 
Après avoir complété la saison 2018, il se déclare éligible à la draft 2019 de la NFL. Il se blesse toutefois en février 2019 durant un entraînement, en se déchirant le ligament croisé antérieur, et il est prévu que cette blessure lui fasse manquer le début de la saison 2019.

### Carrière professionnelle
Il est sélectionné au premier tour par les Titans du Tennessee, au 19e rang, lors de la draft 2019 de la NFL. Se remettant toujours de sa blessure subie plus tôt durant l'année, il manque les sept premiers matchs du calendrier régulier. Il fait ses débuts professionnels le 20 octobre face aux Chargers de Los Angeles, match au cours duquel il réalise un sack sur le quarterback Philip Rivers.